# 正準変換
ハミルトン形式の解析力学において、正準変換（せいじゅんへんかん、英: canonical transformation）とは、正準変数を新たなハミルトンの運動方程式を満たす新しい正準変数に写す変数変換。正準変換の下では、正準変数である一般化座標と一般化運動量は互いに混ざり合うことができ、等価な役割を果たす。また、正準変換はポアソン括弧を不変に保つ性質を持つ。幾何学的な観点からは、相空間をシンプレクティック多様体として見做した場合、基本 2形式を保つシンプレクティック同相写像に対応する。

## 概要
ハミルトン力学では、一般化座標qi (i=1,..,n)と対応する一般化運動量pi (i=1,..,n)の組からなる、正準変数(q, p) = (q1,..., qn ; p1,..., pn) が独立な変数となる。
相空間上の運動は、正準変数と時間tの関数であるハミルトニアンH(q, p, t)を用いて、ハミルトンの運動方程式
{\displaystyle {\begin{aligned}{\dot {q_{i}}}&={\frac {\partial H}{\partial p_{i}}}\\{\dot {p_{i}}}&=-{\frac {\partial H}{\partial q_{i}}}\end{aligned}}}
によって記述される。但し、ドット記号は時間微分を表す。
ここで、正準変数と時間の関数である新たな変数
{\displaystyle {\begin{aligned}Q_{i}&=Q_{i}(q,p,t)\\P_{i}&=P_{i}(q,p,t)\quad (i=1,\dots ,n)\end{aligned}}}
が新たな正準変数となるとき、すなわち、新たなハミルトニアンK(Q, P, t)が存在して、
{\displaystyle {\begin{aligned}{\dot {Q_{i}}}&={\frac {\partial K}{\partial P_{i}}}\\{\dot {P_{i}}}&=-{\frac {\partial K}{\partial Q_{i}}}\end{aligned}}}
が成り立つとき、(q, p) →(Q, P) を正準変換という。
正準変換の下では、一般化座標と一般化運動量は互いに混ざり合い、等価な役割を果たす。
但し、新たなハミルトニアンが存在し、正準方程式を満たす変数変換を正準変換とする定義は広すぎるため、通常は母関数を通じて構成され、ポアソン括弧を不変に保つものを正準変換として限定する。
例えば、定数aによるスケール変換
{\displaystyle {\begin{aligned}Q_{i}=aq_{i},\quad P_{i}=ap_{i}\\K=a^{2}H\end{aligned}}}
や qi、pi の入れ替えとハミルトニアンの負号を変えた変換
{\displaystyle Q_{i}=p_{i},\quad P_{i}=q_{i}}
{\displaystyle K=-H}
は正準方程式を満たすが、正準変換には含めない。

## 母関数による構成
正準変換を構成する標準的な手法は、母関数を用いる手法である。ハミルトンの運動方程式は、作用
{\displaystyle S[q,p]=\int _{t_{1}}^{t_{2}}\left\{\sum _{i=1}^{n}p_{i}{\dot {q}}_{i}-H(q,p,t)\right\}dt}
の変分δSを最小にするというハミルトンの原理から導かれる。
したがって、新旧の正準変数とハミルトニアンの間には
{\displaystyle \sum _{i=1}^{n}p_{i}{\dot {q}}_{i}-H(q,p,t)=\sum _{i=1}^{n}P_{i}{\dot {Q}}_{i}-K(Q,P,t)+{\frac {d}{dt}}W}
という関係式が成り立つ。
但し、W=W(q, p, Q, P, t)は新旧の正準変数と時間の任意の関数である。
特に、(q, p, Q, P)の中から独立な変数として二つを選び、Wを定めた場合、両辺の独立な変数に対する微分を考えることで、Qi=Qi(q, p, t)、Pi=Pi(q, p, t)を定めることができる 。この場合、関数Wを与えることで、正準変換が定まることから、Wを正準変数の母関数と呼ぶ。二つの独立な変数の選び方に応じて、四つのタイプの母関数が存在する。
タイプ1
独立な変数として(q, Q)を選んだ場合、W1=W1(q, Q, t)はタイプ1の母関数と呼ばれる。このとき、新旧の正準変数とハミルトニアンの間に以下の関係が成り立つ。
{\displaystyle p_{i}={\frac {\partial W_{1}}{\partial q_{i}}},\,\,P_{i}=-{\frac {\partial W_{1}}{\partial Q_{i}}},\,\,H=K-{\frac {\partial W_{1}}{\partial t}}}
タイプ2
タイプ1の母関数W1=W1(q, Q, t)に対し、ルジャンドル変換
{\displaystyle W_{2}(q,P,t)=W_{1}(q,Q,t)+\sum _{i=1}^{n}Q_{i}P_{i}}
を施せば、独立な変数として(q, P)を選んだ場合であるタイプ2の母関数W2=W2(q, P, t)が得られる。
このとき、新旧の正準変数とハミルトニアンの間に以下の関係が成り立つ。
{\displaystyle Q_{i}={\frac {\partial W_{2}}{\partial P_{i}}},\,\,p_{i}={\frac {\partial W_{2}}{\partial q_{i}}},\,\,H=K-{\frac {\partial W_{2}}{\partial t}}}
タイプ3
タイプ1の母関数W1=W1(q, Q, t)に対し、ルジャンドル変換
{\displaystyle W_{3}(Q,p,t)=W_{1}(q,Q,t)-\sum _{i=1}^{n}q_{i}p_{i}}
を施せば、独立な変数として(Q, p)を選んだ場合であるタイプ3の母関数W3=W3(Q, p, t)が得られる。
このとき、新旧の正準変数とハミルトニアンの間に以下の関係が成り立つ。
{\displaystyle q_{i}=-{\frac {\partial W_{3}}{\partial p_{i}}},\,\,P_{i}=-{\frac {\partial W_{3}}{\partial Q_{i}}},\,\,H=K-{\frac {\partial W_{3}}{\partial t}}}
タイプ4
タイプ2の母関数W2=W2(q, P, t)に対し、ルジャンドル変換
{\displaystyle W_{4}(p,P,t)=W_{2}(q,P,t)-\sum _{i=1}^{n}q_{i}p_{i}}
を施せば、独立な変数として(p, P)を選んだ場合であるタイプ3の母関数W4=W4(p, P, t)が得られる。このとき、新旧の正準変数とハミルトニアンの間に以下の関係が成り立つ。
{\displaystyle q_{i}=-{\frac {\partial W_{4}}{\partial p_{i}}},\,\,Q_{i}={\frac {\partial W_{4}}{\partial P_{i}}},\,\,H=K-{\frac {\partial W_{4}}{\partial t}}}

## 例

### 恒等変換
正準変換の最も簡単な例は、恒等変換Q=q、P=pである。この場合、新たなハミルトニアンはK(Q, P, t)=H(q, p, t)と不変である。
この正準変換の母関数は
{\displaystyle W_{2}(q,P)=\sum _{i=1}^{n}q_{i}P_{i}}
であり、この場合、新旧の正準変数の間には
{\displaystyle p_{i}={\frac {\partial W_{2}}{\partial q_{i}}}=P_{i}}
{\displaystyle Q_{i}={\frac {\partial W_{2}}{\partial P_{i}}}=q_{i}}
の関係が満たされている。

### 一般化座標と一般化運動量の交換
任意の系において、一般化座標と一般化運動量の符号を込めた交換
{\displaystyle Q_{i}=p_{i}}
{\displaystyle P_{i}=-q_{i}\quad (i=1,\cdots ,n)}
は正準変換である。この場合、新たなハミルトニアンはK(Q, P, t)=H(q, p, t)=H(-P, Q, t)と不変である。
この正準変換の母関数は
{\displaystyle W_{1}(q,Q)=\sum _{i=1}^{n}q_{i}Q_{i}}
であり、この場合、新旧の正準変数の間には
{\displaystyle p_{i}={\frac {\partial W_{1}}{\partial q_{i}}}=Q_{i}}
{\displaystyle P_{i}=-{\frac {\partial W_{1}}{\partial Q_{i}}}=-q_{i}}
の関係が満たされている。

### 一次元調和振動子
質量m、角振動数ωの一次元調和振動子では、ハミルトニアンは
{\displaystyle H(q,p)={\frac {1}{2m}}p^{2}+{\frac {m\omega ^{2}}{2}}q^{2}}
で与えられる。母関数を
{\displaystyle W_{1}(q,Q)={\frac {1}{2}}m\omega q^{2}\operatorname {cot} {Q}}
で与えると、新旧の正準変数の間には
{\displaystyle p={\frac {\partial W_{1}}{\partial q}}=m\omega q\operatorname {cot} {Q}}
{\displaystyle P=-{\frac {\partial W_{1}}{\partial Q}}={\frac {1}{2}}m\omega q^{2}{\frac {1}{\sin ^{2}{Q}}}}
の関係が成り立つ。
また、新しいハミルトニアンは、
{\displaystyle K(Q,P)=H(q,p)=\omega P}
とPだけの関数となる。すなわち、Qは循環座標である。この場合、QとPの時間発展は、
{\displaystyle Q(t)=\omega t+\beta }
{\displaystyle P(t)={\frac {E}{\omega }}=\operatorname {const.} }
と簡単な形で求まる。但し、βは任意の定数、Eは保存量である系のエネルギーである。

### ゲージ変換
電磁ポテンシャルのゲージ変換は、座標qを変化させない正準変換
{\displaystyle Q_{i}=q_{i},}
{\displaystyle P_{i}=p_{i}+e{\frac {\partial u}{\partial q_{i}}}}
に対応する。この正準変換の母関数は
{\displaystyle W_{1}(q,P,t)=\sum _{i}q_{i}P_{i}-eu(q,t)}
であり、新旧の正準変数の間には
{\displaystyle Q_{i}={\frac {\partial W_{1}}{\partial P_{i}}}=q_{i},}
{\displaystyle p_{i}={\frac {\partial W_{1}}{\partial q_{i}}}=P_{i}-e{\frac {\partial u}{\partial q_{i}}},}
{\displaystyle H=K-{\frac {\partial W_{1}}{\partial t}}=K+e{\frac {\partial u}{\partial t}}}
の関係が成り立つ。荷電粒子のハミルトニアンHが電磁ポテンシャルϕ, Aを用いて
{\displaystyle H={\frac {1}{2m}}\sum _{i}(p_{i}-eA_{i})^{2}+e\phi }
で表されることから、新しい正準変数でも同じ形式
{\displaystyle K={\frac {1}{2m}}\sum _{i}(P_{i}-eA'_{i})^{2}+e\phi '}
が成り立つことが分かる。ここでϕ′, A′はゲージ変換した電磁ポテンシャル
{\displaystyle \phi '=\phi -{\frac {\partial u}{\partial t}},}
{\displaystyle A'_{i}=A_{i}+{\frac {\partial u}{\partial q_{i}}}}
である。

## 正準変換の性質

### ポアソン括弧の不変性
正準変換(q, p) →(Q, P) に対し、ポアソン括弧は不変に保たれる。すなわち、元の正準変数に対するポアソン括弧を{ , }q,p、新しい正準変数に対するポアソン括弧を{ , }Q,Pと表すと、
{\displaystyle \{f,g\}_{q,p}=\{f,g\}_{Q,P}}
が成り立つ。逆にポアソン括弧を不変に保つ変数変換は正準変換となる。ポアソン括弧の不変性が成り立つには、
{\displaystyle \{Q_{i},Q_{j}\}_{q,p}=0}
{\displaystyle \{P_{i},P_{j}\}_{q,p}=0}
{\displaystyle \{Q_{i},P_{j}\}_{q,p}=\delta _{ij}\quad (i=1,\cdots ,n)}
が満たされていればよい。但し、δijはクロネッカーのデルタである。

### 群の構造
正準変換は次の性質を満たしており、群（特にリー群）の構造を持つ。
- 恒等変換は正準変換である。
- 正準変換に対し、逆変換が存在し、逆変換も正準変換となる。
- ２つの正準変換の合成は正準変換である。
- 正準変換の合成は結合法則を満たす。

## 微小正準変換と対称性

### 微小正準変換
正準変数(q, p)を微小変化させる微小正準変換
{\displaystyle Q_{i}=q_{i}+\delta q_{i}(q,p,t)}
{\displaystyle P_{i}=p_{i}+\delta p_{i}(q,p,t)\quad (i=1,\cdots ,n)}
の母関数は、恒等変換を与える母関数にεG(q, P, t)を加えた
{\displaystyle W_{2}(q,P)=\sum _{i=1}^{n}q_{i}P_{i}+\epsilon G(q,P,t)}
の形で与えられる。但し、εは微小定数、 G(q, P, t)は任意の関数である。
このとき、微小変化(δq, δp)は
{\displaystyle \delta q_{i}(q,p,t)=\epsilon {\frac {\partial G(q,p,t)}{\partial p_{i}}}}
{\displaystyle \delta p_{i}(q,p,t)=-\epsilon {\frac {\partial G(q,p,t)}{\partial q_{i}}}}
となる。任意の力学量F(q, p, t)に対し、微小正準変換に対する変化
{\displaystyle \delta F=F(q+\delta q,p+\delta p,t)-F(q,p,t)}
は、ポアソン括弧を用いて、
{\displaystyle \delta F=\epsilon \{F,G\}_{p,q}}
で与えられる。
微小正準変換はリー代数ととらえられる。ポアソン括弧がそのリー括弧積である．

### 例
時間発展
Gとして、ハミルトニアンH(q, p, t)をとれば、
{\displaystyle \delta q_{i}=\epsilon {\frac {\partial H(q,p,t)}{\partial p_{i}}}=\epsilon {\dot {q}}_{i}}
{\displaystyle \delta q_{i}=-\epsilon {\frac {\partial H(q,p,t)}{\partial q_{i}}}=\epsilon {\dot {p}}_{i}}
であるから、正準変換は
{\displaystyle Q_{i}=q_{i}(t)+\delta q_{i}=q_{i}(t+\epsilon )}
{\displaystyle P_{i}=p_{i}(t)+\delta p_{i}=p_{i}(t+\epsilon )}
となる。すなわち、微小時間εにおける時間発展は、ハミルトニアンによる微小正準変換となる。有限時間での時間発展は、微小時間における時間発展を繰り返し合成することで得られる。正準変換の合成も正準変換であるため、(q, p)の時間発展は、正準変換の特別な例となっている。

## リウヴィルの定理
相空間の体積要素
{\displaystyle \prod _{i=1}^{n}dq_{i}dp_{i}=dq_{1}dp_{1}\cdots dq_{n}dp_{n}}
は正準変換(q, p) →(Q, P) の下、不変となる。
{\displaystyle \prod _{i=1}^{n}dq_{i}dp_{i}=\prod _{i=1}^{n}dQ_{i}dP_{i}}
したがって、相空間のある領域γが正準変換により、領域Γに写されるとすると、
{\displaystyle \int \cdots \int _{\gamma }\prod _{i=1}^{n}dq_{i}dp_{i}=\int \cdots \int _{\Gamma }\prod _{i=1}^{n}dQ_{i}dP_{i}}
が成り立つ。すなわち、領域γの体積は正準変換(q, p) →(Q, P) で不変に保たれる。
特に、時間発展は正準変換の特別な例であり、領域γ(t)の時間発展を考えると、リウヴィルの定理
{\displaystyle \int \cdots \int _{\gamma (t)}\prod _{i=1}^{n}dq_{i}dp_{i}=\operatorname {const.} }
が導かれる。

## ハミルトン-ヤコビの理論
新ハミルトニアンが恒等的にゼロ K(Q, P, t)≡0となる正準変換(q, p) →(Q, P) を考えると
、ハミルトンの運動方程式は
{\displaystyle {\dot {Q_{i}}}={\frac {\partial K}{\partial P_{i}}}=0}
{\displaystyle {\dot {P_{i}}}=-{\frac {\partial K}{\partial Q_{i}}}=0\quad (i=1,\cdots ,n)}
と簡単な形になる。このとき、新たな正準変数(Q, P) は定数(β, α)となる。
{\displaystyle Q_{i}=\beta _{i}}
{\displaystyle P_{i}=\alpha _{i}\quad (i=1,\cdots ,n)}
このような正準変換を生む母関数として、タイプ2の母関数S=W2(q, P, t)を選べば、母関数S(q, P, t)と元のハミルトニアンH(q, p, t)の間には、
{\displaystyle H\left(q,{\frac {\partial S}{\partial q}},t\right)+{\frac {\partial S}{\partial t}}=0}
という関係式が成り立つ。但し、K(Q, P, t)≡0とpi=∂ S/∂ qiであることを用いている。この1階の偏微分方程式をハミルトン-ヤコビ方程式という。

### 注
1. ↑  実際は、左辺に定数λ≠0を乗じる自由度があるが、正準変数のスケール変換を考えることでλ=1としてよい。(H. Goldstein，C. Poole and J. Safko（2000）chapter.9を参照)